# Art Ensemble of Chicago
Art Ensemble of Chicago es un grupo estadounidense de jazz, considerado uno de los iconos del free jazz.

## Historial

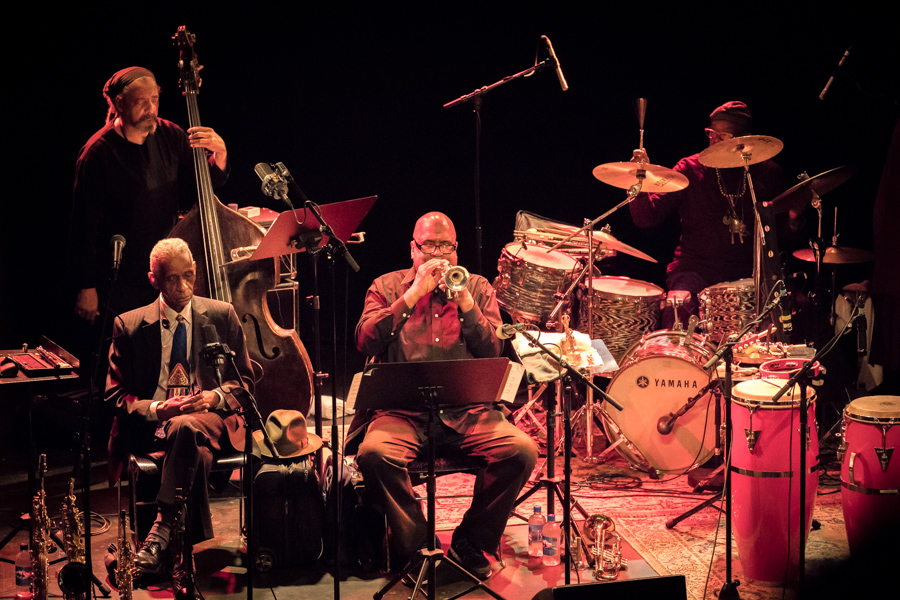
Art Ensemble of Chicago (2017)

El grupo surge en el seno de la Asociación para el Avance de los Músicos Creativos, a finales de los años 1960. Se formó inicialmente por el saxofonista Roscoe Mitchell (n. 1940) para un concierto ofrecido en Chicago, en diciembre de 1966, bajo el nombre de Roscoe Mitchell's Art Ensemble. Sería en 1969, y en París, al registrarse la primera grabación de la banda, cuando adoptaron el nombre de Chicago Art Ensemble. Este grupo de músicos innovadores estaba formado originalmente por Mitchell, el trompetista Lester Bowie, el contrabajista Malachi Favors y el batería Philip Wilson. El saxofonista Joseph Jarman se unió al grupo en 1967, y ocasionales participantes en 1967-1968 fueron los baterías Thurman Baker y Robert Crowder, y el bajista Charles Clark. En 1970, se incorporó Don Moye, ya como batería estable.
El grupo consiguió una sólida reputación dentro del mundo del free jazz y colaboró ocasionalmente con otros músicos, como la francesa Brigitte Fontaine, la cantante Fontella Bass, o los pianistas Muhal Richard Abrams y Cecil Taylor. La formación del grupo cambió en los años 1990, cuando Jarman se retiró de la banda para centrar su actividad en el zen y el aikido (1993), y Bowie murió de cáncer (1999), continuando el grupo como trío (añadiendo diversos músicos complementarios en sus actuaciones), hasta 2003, año en que Jarman regresa al grupo. En enero de 2004 Favors muere súbitamente durante la grabación de Sirius Calling, por lo que el grupo se reorganiza con el trompetista Corey Wilkes y el bajista Jaribu Shahid, quienes intervienen en la grabación del álbum Non-Cognitive Aspects of the City (2006) para Pi Recordings.

## Estilo
Ejemplo de los principios conceptuales de la AACM, en el marco de lo que denominaron "Gran Música Negra", alternaban en su música la historia del jazz con la vanguardia, desplegada con humor y espectacularidad en escena (pinturas, ropajes, iluminación...). El grupo exhibió desde sus comienzos un interés obsesivo por la improvisación más pura y en los sonidos heterodoxos de sus instrumentos, entre los que se encontraban pequeños instrumentos como carillones, cocteleras, reclamos para pájaros e incluso bocinas de coches. 
Por lo demás, sus improvisaciones contenían a menudo largos periodos de casi silencio o la participación de apenas un solista.  Las composiciones de Mitchell dominaron al principio los conceptos del grupo: con la llegada de Jarman, el grupo asumió una personalidad más diversa en términos estilísticos y sus actuaciones en vivo se volvieron cada vez más extrañas y rituales. El Art Ensemble fue perfeccionando su técnica de actuación de modo que, hacia finales de la década de los setenta, su interpretación telepática colectiva podía adaptarse a cualquier situación musical. Las actuaciones comenzaron a ser autoeditadas para poder expresar las ideas de un único tema.

## Discografía
| Título                                      | Año  | Sello discográfico         |
| ------------------------------------------- | ---- | -------------------------- |
| Sound - Roscoe Mitchell Sextet              | 1966 | Delmark                    |
| Old/Quartet - Roscoe Mitchell Art Ensemble  | 1967 | Nessa                      |
| Numbers 1 & 2 - Lester Bowie                | 1967 | Nessa                      |
| Congliptious - Roscoe Mitchell Art Ensemble | 1968 | Nessa                      |
| A Jackson in Your House                     | 1969 | BYG Actuel                 |
| Tutankhamun                                 | 1969 | Freedom                    |
| The Spiritual                               | 1969 | Freedom                    |
| People in Sorrow                            | 1969 | Nessa                      |
| Message to Our Folks                        | 1969 | BYG-Actuel                 |
| Reese and the Smooth Ones                   | 1969 | BYG-Actuel                 |
| Eda Wobu                                    | 1969 | JMY                        |
| Certain Blacks'                             | 1970 | America                    |
| Go Home                                     | 1970 | Galloway                   |
| Chi-Congo                                   | 1970 | Paula                      |
| Les Stances a Sophie                        | 1970 | Nessa                      |
| Live in Paris                               | 1970 | Freedom                    |
| Art Ensemble of Chicago with Fontella Bass  | 1970 | America                    |
| Phase One                                   | 1971 | America                    |
| Live at Mandell Hall                        | 1972 | Delmark                    |
| Bap-Tizum                                   | 1972 | Atlantic                   |
| Fanfare for the Warriors                    | 1973 | Atlantic                   |
| Kabalaba                                    | 1974 | AECO                       |
| Nice Guys                                   | 1978 | ECM                        |
| Live in Berlin                              | 1979 | West Wind                  |
| Full Force                                  | 1980 | ECM                        |
| Urban Bushmen                               | 1980 | ECM                        |
| Among the People                            | 1980 | Praxis                     |
| The Complete Live in Japan                  | 1984 | DIW                        |
| The Third Decade                            | 1984 | ECM                        |
| Naked                                       | 1986 | DIW                        |
| Ancient to the Future                       | 1987 | DIW                        |
| The Alternate Express                       | 1989 | DIW                        |
| Art Ensemble of Soweto                      | 1990 | DIW                        |
| America - South Africa                      | 1990 | DIW                        |
| Thelonious Sphere Monk con Cecil Taylor     | 1990 | DIW                        |
| Dreaming of the Masters Suite               | 1990 | DIW                        |
| Live at the 6th Tokyo Music Joy             | 1990 | DIW                        |
| Fundamental Destiny con Don Pullen          | 1991 | AECO                       |
| Salutes the Chicago Blues Tradition         | 1993 | AECO                       |
| Coming Home Jamaica                         | 1996 | Atlantic                   |
| Urban Magic                                 | 1997 | Música Jazz                |
| Tribute to Lester                           | 2001 | ECM                        |
| Reunion                                     | 2003 | Around jazz / Il Manifesto |
| The Meeting                                 | 2003 | Pi                         |
| Sirius Calling                              | 2004 | Pi                         |
| Non-Cognitive Aspects of the City           | 2006 | Pi                         |